# Kunsthaus Tacheles

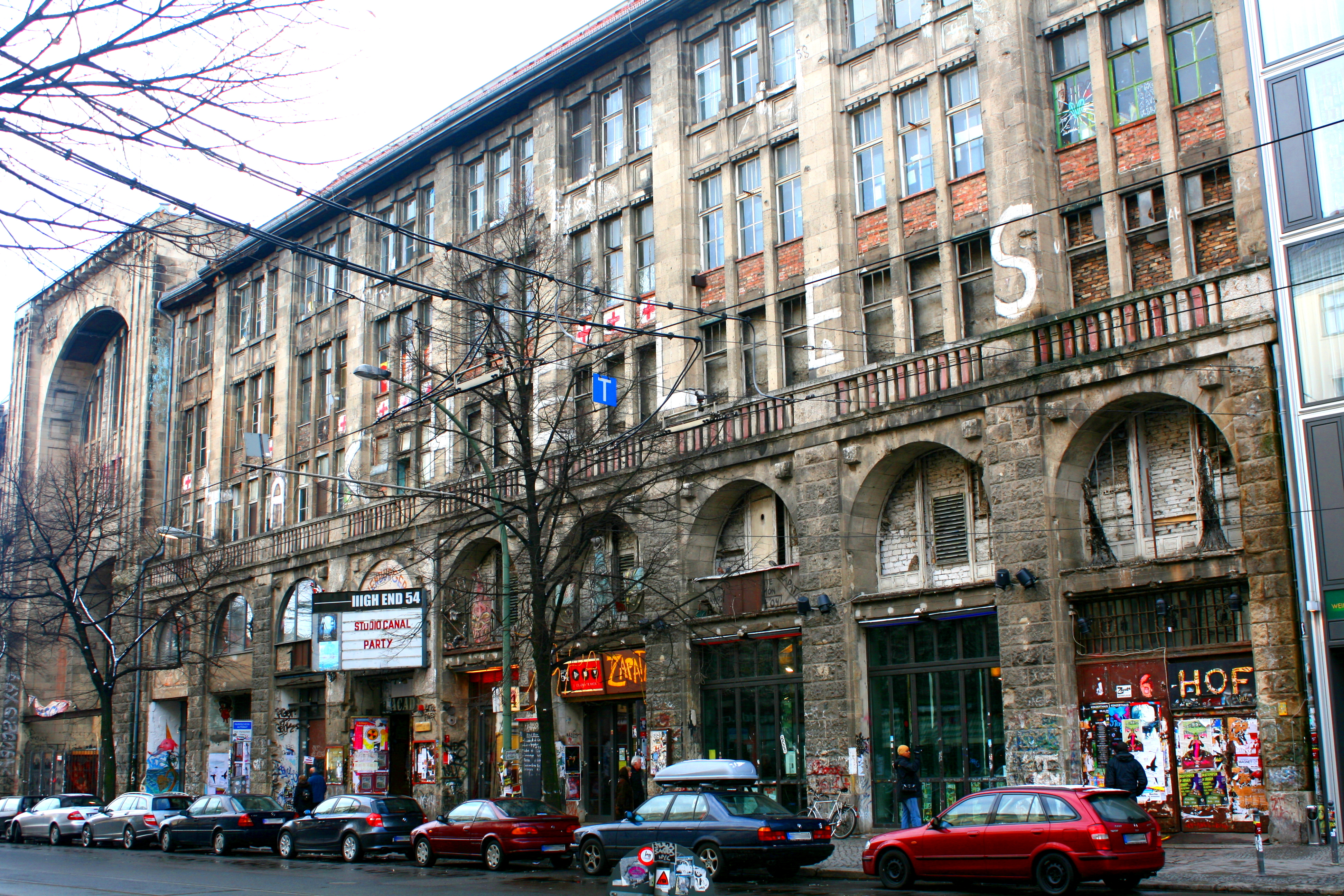
Das Kunsthaus Tacheles in der Oranienburger Straße, 2008

Das Kunsthaus Tacheles war ein Kunst- und Veranstaltungszentrum in der Oranienburger Straße im Berliner Ortsteil Mitte. Es nutzte zwischen 1990 und 2012 einen vor dem Abriss geretteten Gebäudeteil eines ehemaligen Kaufhauses.

## Namensherkunft

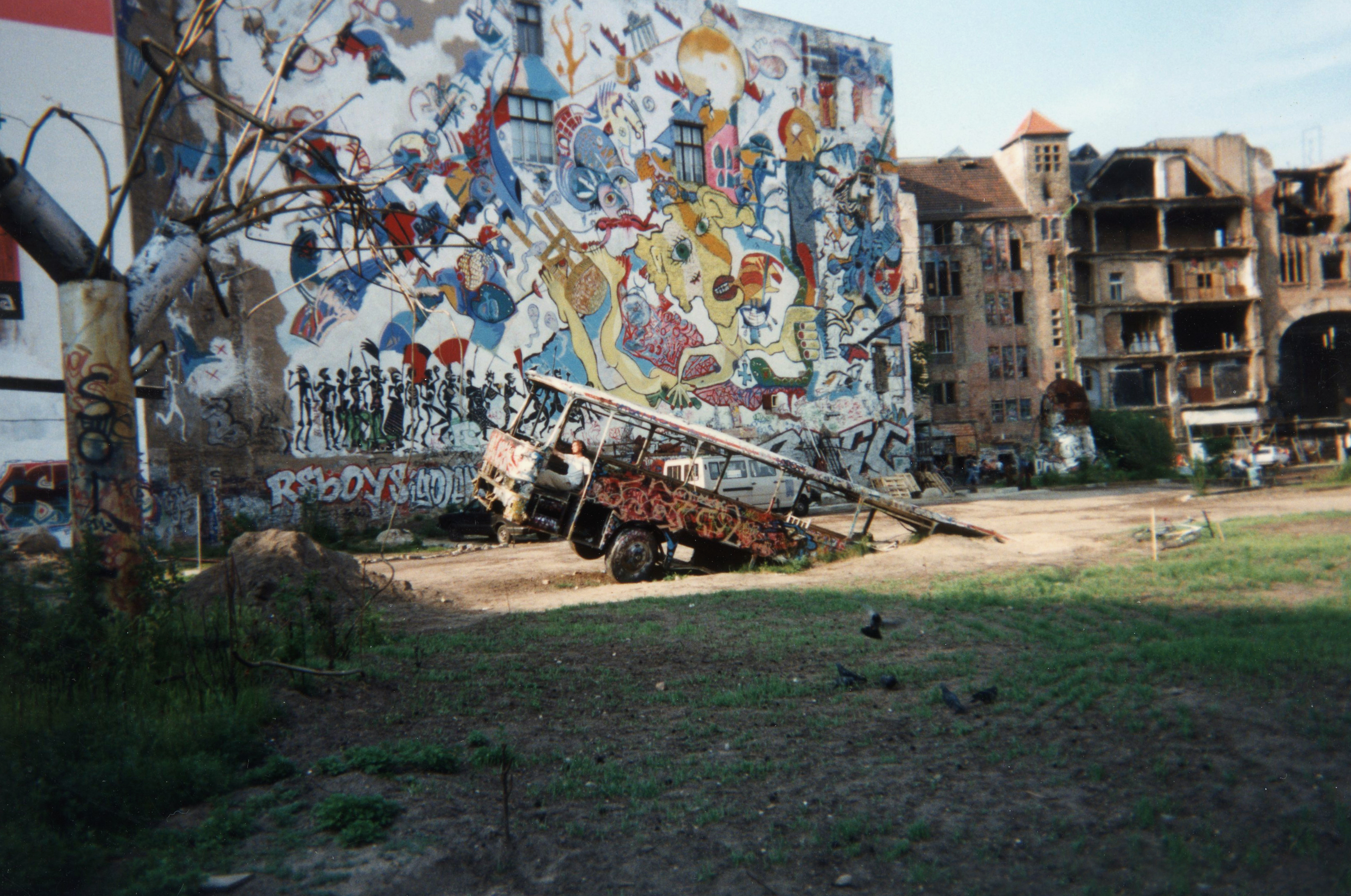
Hof mit diagonal vergrabenem Schulbus, 1995

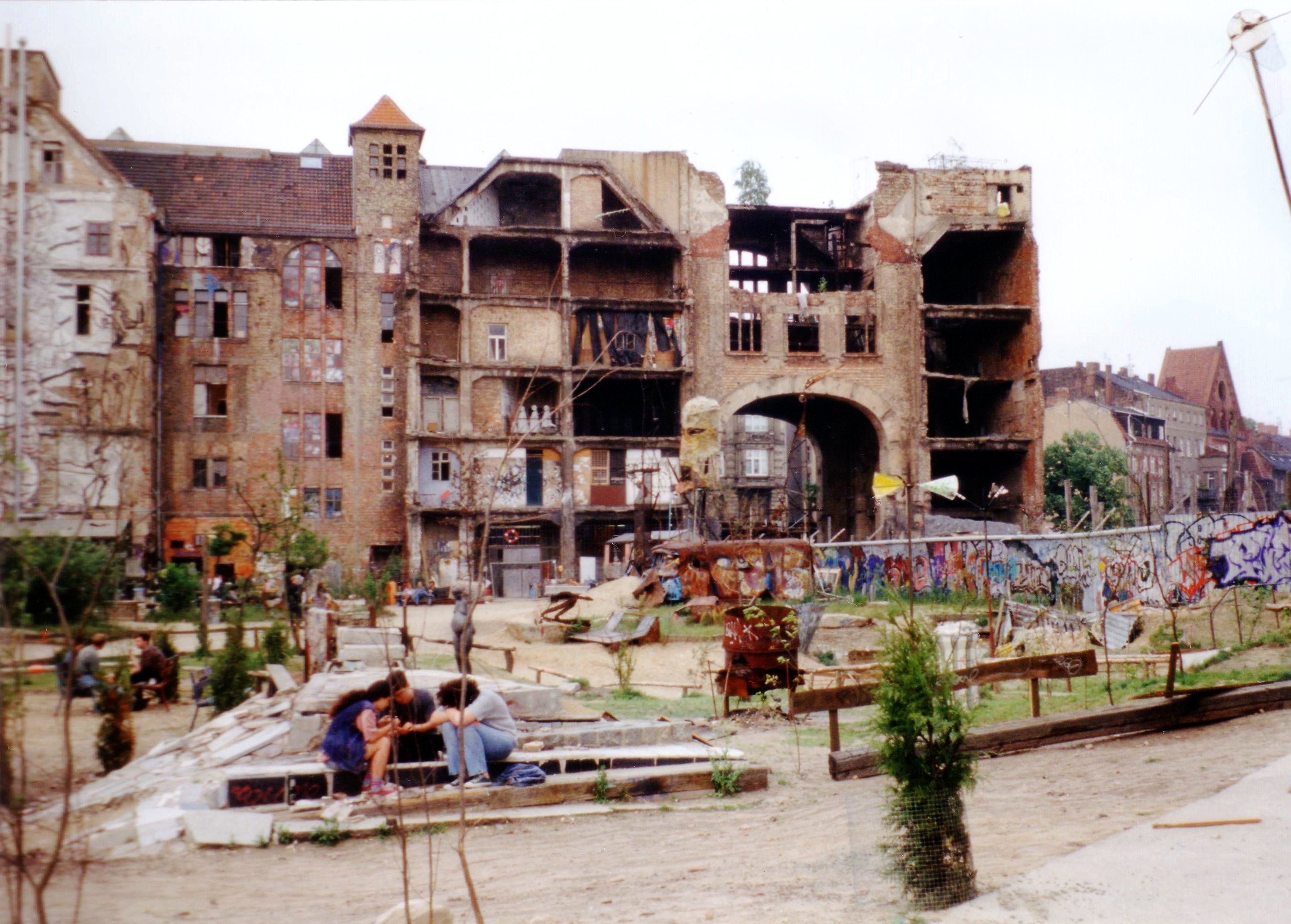
Tacheles, 1995

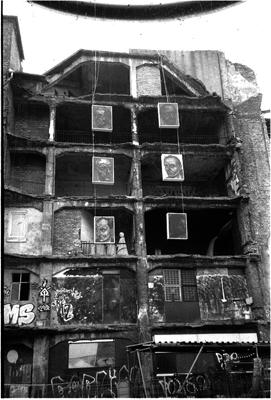
Tacheles, 1998

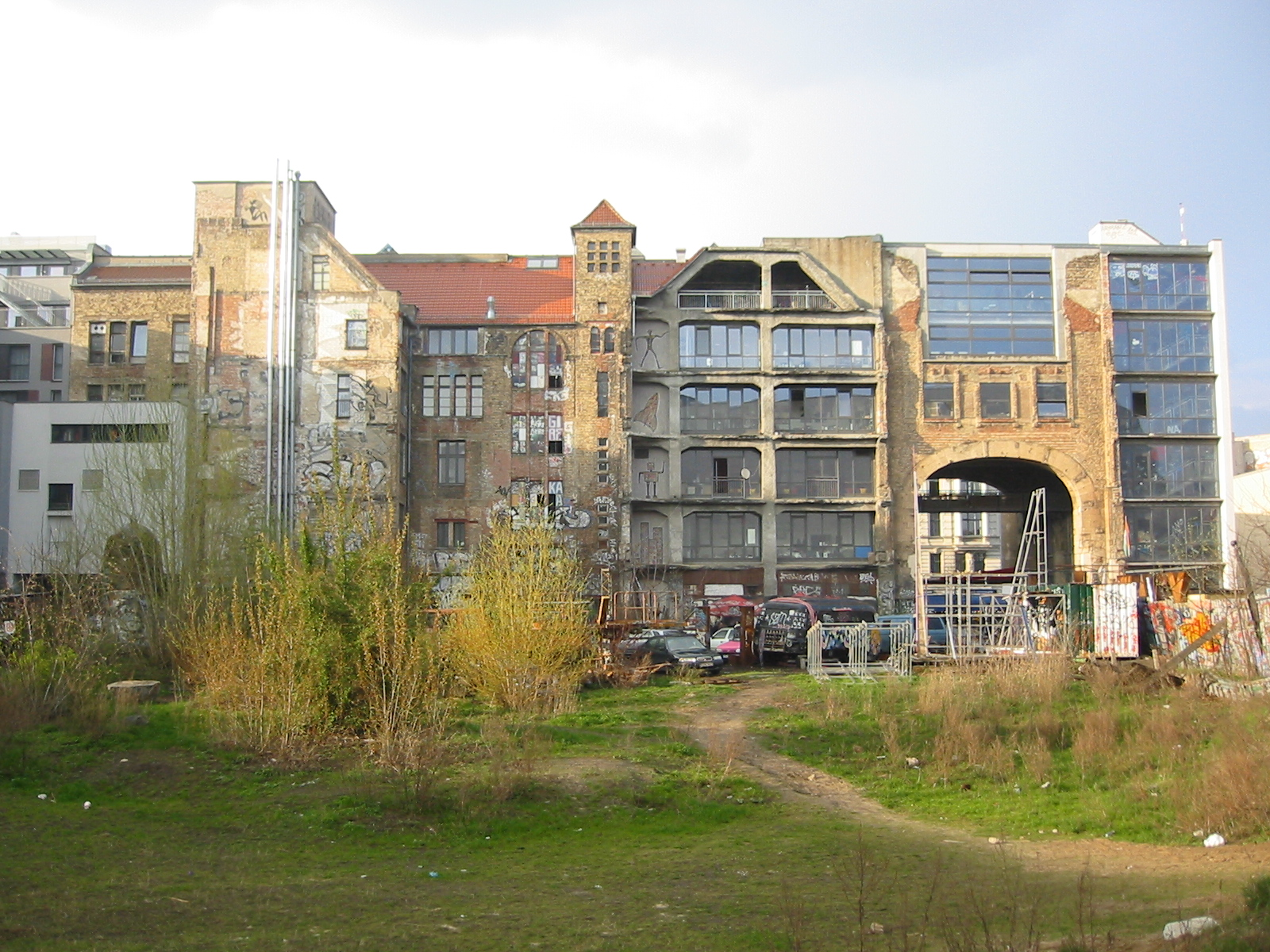
Rückansicht des Gebäudes, 2006

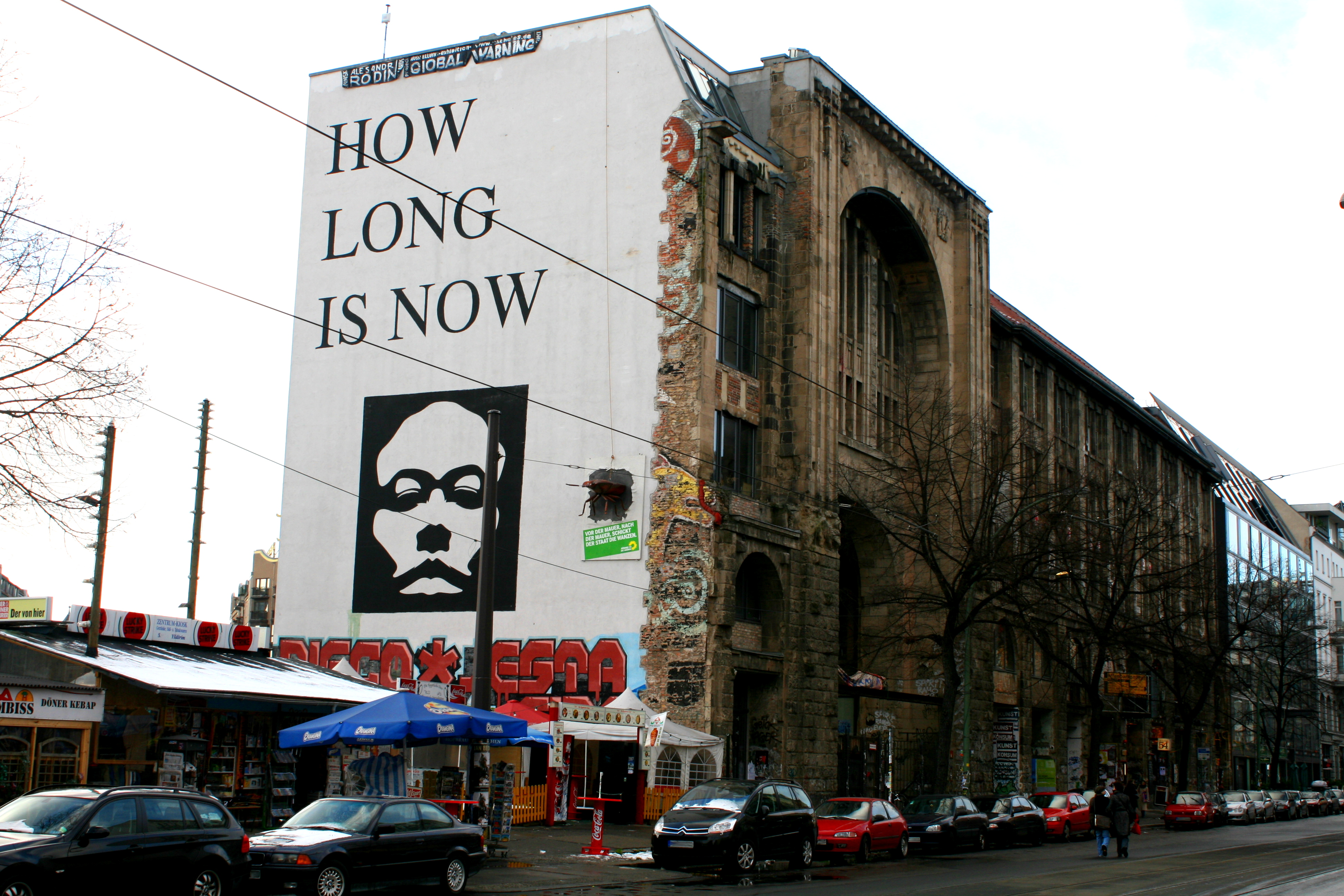
Die mit Graffiti bemalte östliche Wand, 2008

Die Redewendung „Tacheles reden“ (von hebräisch tachlit (תכלית) ‚Ziel‘, ‚Zweck‘; jiddische Bezeichnung für ‚Klartext‘) bedeutet: direkt die unverblümte Wahrheit sagen; jemandem ohne Zurückhaltung ungeschminkt die Meinung sagen; Klartext reden; ein heikles Thema ansprechen; offen und deutlich reden (z. B. „Jetzt red’ mal Tacheles!“). Zu den Besetzern der Ruine gehörten auch Musiker der Ost-Berliner Band Tacheles. Die Künstlerinitiative Tacheles, die das Haus 1990 besetzte, gab sich aufgrund der Probleme, die die freie Meinungsäußerung zu DDR-Zeiten mit sich brachte, diesen Namen. So mussten viele Botschaften in Musik, Film und Kunst zweideutig versteckt werden. Das Durchbrechen dieser Zweideutigkeit in der Kunst war ein Ziel der Künstlergruppe. Mit der Zeit ging der Name der Gruppe auf das Gebäude selbst über.

## Geschichte

### Friedrichstraßenpassage
Das von Franz Ahrens in 15 Monaten von 1907 bis 1908 errichtete Gebäude wurde 1909 als Friedrichstraßenpassage eröffnet. Es verband die Friedrichstraße mit der Oranienburger Straße. Nach der Kaiserpassage war sie die zweitgrößte Einkaufspassage der Stadt. Die Baukosten betrugen sieben Millionen Mark (kaufkraftbereinigt in heutiger Währung: rund 51 Millionen Euro).
Das fünfgeschossige Gebäude war aus Stahlbeton gebaut. Die Mittelhalle, in der die abgeknickten Passagenteile von der Friedrich- und Oranienburger Straße zusammentrafen, trug eine der ersten Kuppeln aus diesem Werkstoff. Das Haus kann der frühen Moderne zugeordnet werden und enthält klassische und gotische Einflüsse. Der Komplex besaß ein eigenes Rohrpostsystem.
Eine Aktiengesellschaft, bestehend aus mehreren Einzelhändlern, gab unter dem Initiator Otto Markiewicz den Bauauftrag für die Passage, um einen Marktvorteil durch den gemeinsamen Standort zu bekommen. Das Konzept sah vor, die Läden nicht strikt voneinander zu trennen, sondern ineinander übergehen zu lassen und mittels einer zentralen Kassenstelle zu kontrollieren. Bereits im August 1908, ein halbes Jahr nach der Eröffnung, musste das Passage-Kaufhaus Konkurs anmelden. Der Komplex wurde von Wolf Wertheim angemietet, der 1909 erneut ein Kaufhaus darin eröffnete, das er bis 1914 halten konnte. Noch vor Ausbruch des Ersten Weltkriegs wurde das Gebäude jedoch zwangsversteigert.
Wie das Gebäude zwischen 1914 und 1924 genutzt wurde, ist nicht bekannt. 1924 wurde neben weiteren Umbauten ein noch heute erhaltener Tiefkeller (in einem späteren Gutachten auch „Tresorraum“ genannt) eingebaut und die Deckenhöhe der Passage mittels einer Stahl-Glas-Konstruktion auf die Höhe der Ladengeschäfte heruntergezogen, wodurch der Gesamteindruck der Halle komplett verändert wurde.

### Haus der Technik
Das Gebäude wurde ab 1928 von der AEG genutzt und fortan von der Inhaberin, der Berliner Commerz- und Privatbank, als Haus der Technik bezeichnet. Die AEG nutzte die Räumlichkeiten, um Produkte vorzustellen und Kunden zu beraten. Das vorherige Schau- und Verkaufsgebäude der AEG in der Luisenstraße 35 war am 15. September 1927 bei einem Brand zerstört worden. Die neuen Räumlichkeiten wurden mit einer Fläche von 10.500 m² und 20 Schaufenstern genutzt.

### Nutzung durch die Nationalsozialisten
Anfang der 1930er Jahre wurde das Haus zunehmend von NSDAP-Dienststellen genutzt. Mitte der 1930er Jahre zog die Deutsche Arbeitsfront mit Büros für den Gau Kurmark in das Gebäude und wurde 1941 auch Eigentümerin des Gebäudes. Zur gleichen Zeit zog auch das Zentralbodenamt der SS dort ein.
Im Jahr 1943 wurden Dachoberlichter geschlossen und die entsprechenden Dachreiter entfernt, weil französische Kriegsgefangene im Dachgeschoss untergebracht werden sollten. Während der Schlacht um Berlin fluteten die Nationalsozialisten den zweiten Tiefkeller, der seither unter Wasser steht. Während des Zweiten Weltkriegs erlitt das Gebäude Schäden, konnte allerdings für verschiedene Zwecke weiter genutzt werden.

### Nutzung in der DDR-Zeit
Das Haus wurde 1948 vom Freien Deutschen Gewerkschaftsbund (FDGB) übernommen und verwitterte im Laufe der Jahre. Vorübergehend zogen verschiedene Einzelhändler und Handwerksbetriebe, besonders auf der Seite der Friedrichstraße ein. Das Deutsche Reisebüro nutzte den schnell und provisorisch wiederhergestellten Passagentrakt und einige obere Stockwerke. Des Weiteren waren im Gebäude unter anderem eine Artistenschule, eine Hundeschuranstalt, die Fachschule für Außenwirtschaft und Büroräume von RFT untergebracht. Die Tresorräume des Kellergeschosses nutzte die Nationale Volksarmee.
Im Torbau an der Friedrichstraße residierte zunächst das Kino Camera, konnte diese Räumlichkeiten wegen des schlechten Bauzustands Ende der 1950er Jahre aber nicht mehr nutzen und ließ daraufhin 1958 den ehemaligen Vortragssaal der AEG ausbauen, der später unter dem Namen OTL (Oranienburger Tor Lichtspiele) wiedereröffnet wurde, in dem 1961 auch die Uraufführung des DEFA-Films Mutter Courage und ihre Kinder nach dem gleichnamigen Bühnenstück von Bertolt Brecht stattfand. Während der Umbauarbeiten wurde die Fassade teilweise verändert und ein Vorraum als Kassenbereich gebaut sowie die Decke zu Gunsten eines Treppenhauses umgebaut. Dieses bildete nun den Eingangsbereich. Der Kinosaal wurde auch als Theatersaal genutzt. Nach einem weiteren Umbau des Kinos 1972 wurde es wieder in Camera umbenannt.

### Teilabriss

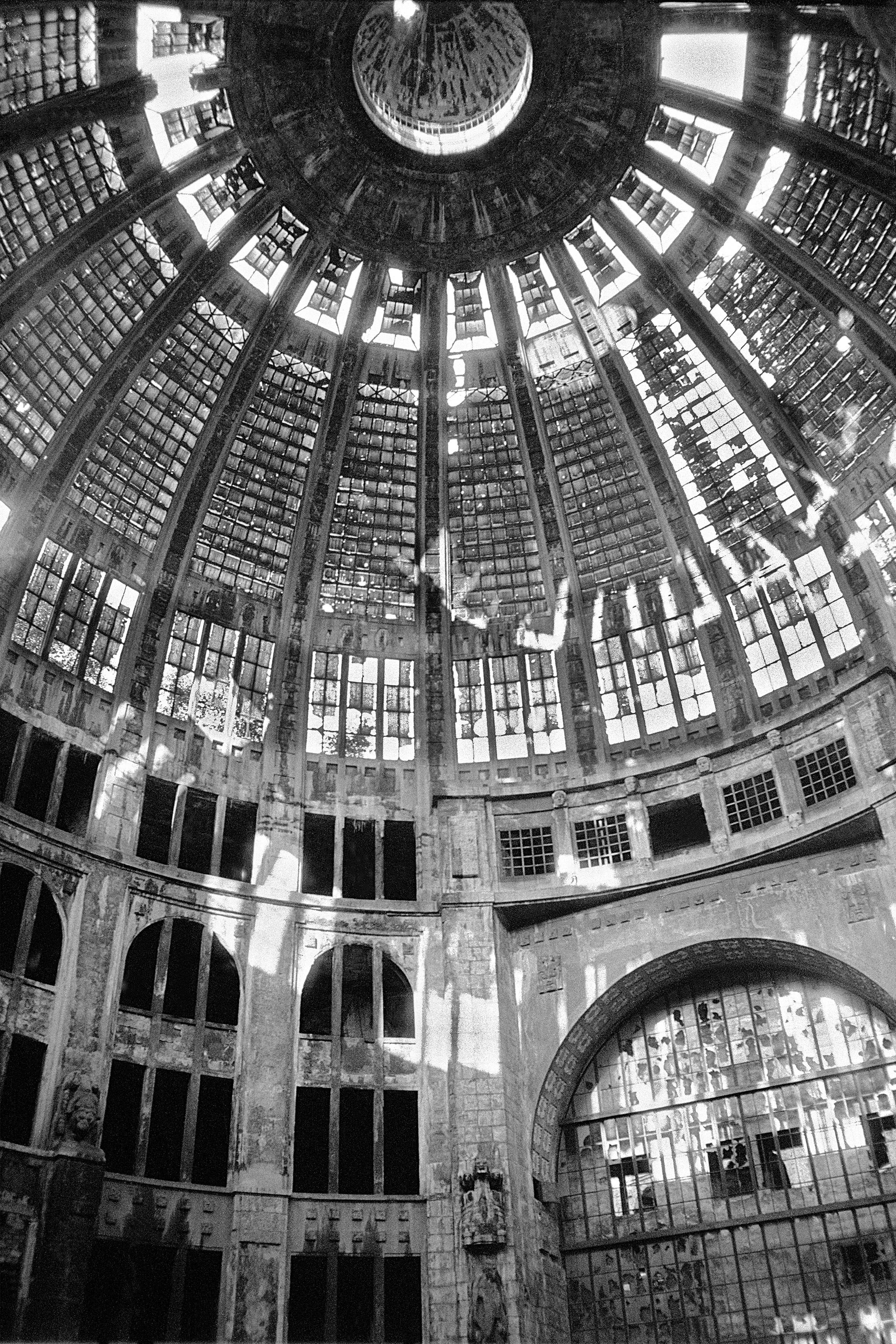
Die verwahrloste Kuppel im Knick der Passage von der Friedrich- zur Oranienburger Straße, August 1980

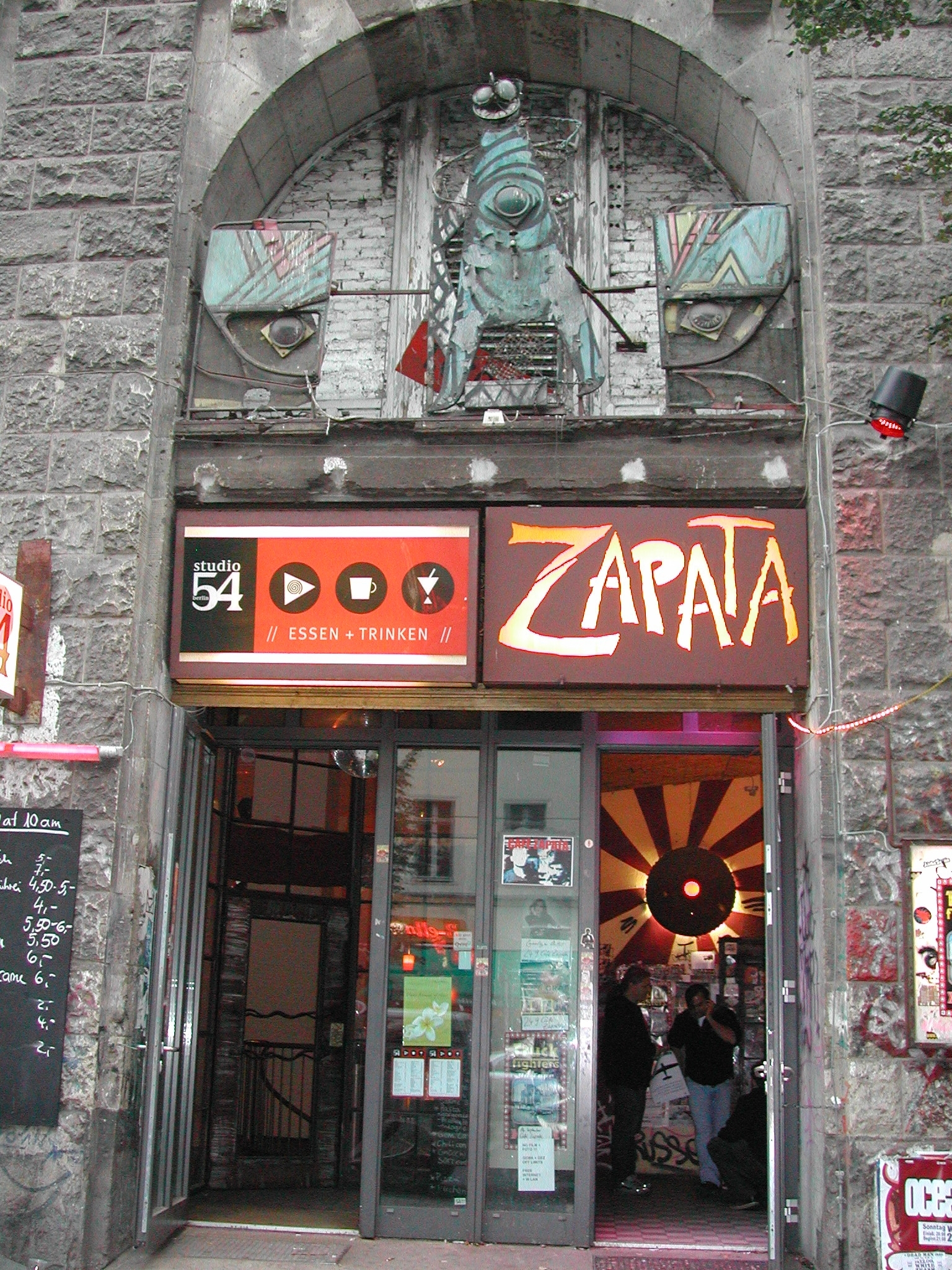
„Café Zapata“ im Tacheles

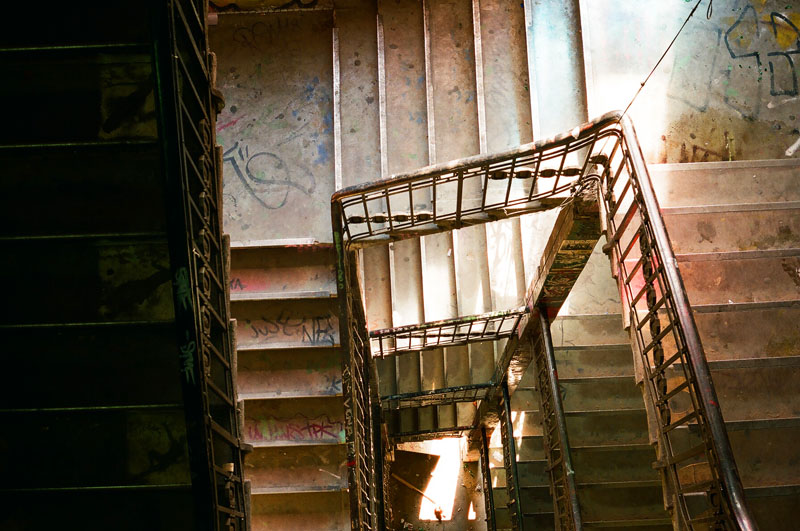
Haupt-Treppenhaus im Tacheles, 2007

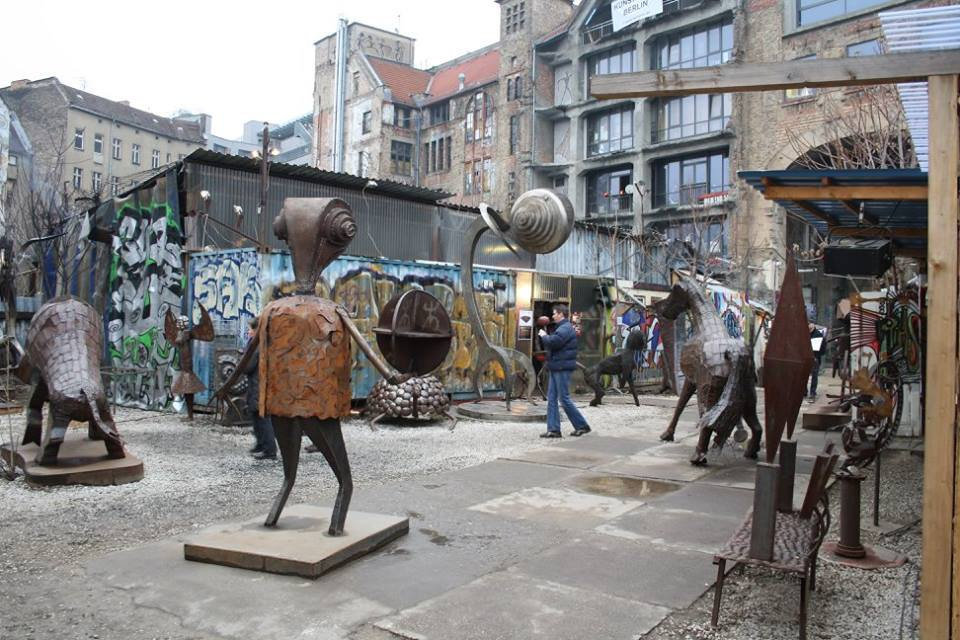
Open-Air-Ausstellung von Skulpturen aus Metall, 2011

Obwohl das Gebäude während des Zweiten Weltkriegs nur mittelmäßig beschädigt wurde, sollte es auf Grund zweier Statikgutachten aus den Jahren 1969 und 1977 abgerissen werden, da es trotz intensiver Nutzung nie zu einer Sanierung gekommen war. Eine neue Straße sollte über das Gelände verlaufen und eine Abkürzung zwischen Oranienburger Straße und Friedrichstraße bilden.
Der Abriss begann 1980. Zwei Jahre später wurden das Kino geschlossen und der noch komplett erhaltene Kuppelbau gesprengt. Der noch heute stehende Teil sollte laut Plan im April 1990 abgebaut werden.

### Künstlerinitiative Tacheles
Kurz vor der planmäßigen Sprengung wurde der noch stehengebliebene Rest des Gebäudes am 13. Februar 1990 von der Künstlerinitiative Tacheles besetzt. Durch Verhandlungen mit der Baudirektion Berlin-Mitte, die als Rechtsträger für den Komplex zuständig war, und unter Berufung auf Denkmalschutz versuchten die Besetzer, den Abriss zu verhindern. Trotzdem sollte das Haus laut Magistratsbeschluss 150/90 am 10. April 1990 gesprengt werden, worauf die Besetzer beim Berliner Runden Tisch einen Dringlichkeitsantrag stellten, der den Abriss vorläufig stoppen konnte.
Die Künstlerinitiative ließ ein neues Gutachten zur Bausubstanz und Statik erstellen. Auf Grund des positiven Ergebnisses wurde das Haus zunächst vorläufig unter Denkmalschutz gestellt, der nach einem weiteren Gutachten vom 18. Februar 1992 bestätigt werden konnte.
Das Gebäude wurde bunt bemalt, aus Schutt wurden verschiedene Skulpturen errichtet. Durch unterschiedliche Auffassungen der Künstler aus Ost- und Westdeutschland entstanden anfangs viele Kontroversen. Mittlerweile hatte sich der Komplex, der vom Tacheles e. V. betrieben wurde, zu einem festen und großen Kunst-, Aktions-, Veranstaltungs- und Kommunikationszentrum in Berlin entwickelt. In dem Gebäude befanden sich unter anderem rund 30 Künstlerateliers, Ausstellungsflächen und Verkaufsräume für zeitgenössische Kunst, das Programmkino „High End 54“, die „Panorama-Bar“ sowie diverse Veranstaltungsorte wie das „Café Zapata“ und der 400 m² große „Blaue Salon“, in denen Konzerte, Lesungen, Ausstellungen und Performances stattfanden. In dem vom Tacheles-Künstler und Gastronom Ludwig Eben geführten „Cafe Zapata“ gab es von 1990 bis 2010 u. a. Konzerte von Test Department, Lesungen (wie etwa von Howard Marks und Götz Widmann in 2004) sowie Veranstaltungen auf der Freifläche vor dem Tacheles, in dem ein Park aus Metallskulpturen errichtet wurde. Der „Goldene Saal“ umfasste die gesamte erste Etage des Tacheles – hier befand sich eine Bühne, die ein wichtiger Spielort für die Off-Theaterszene und vor allem für die freie zeitgenössische Tanzszene in Berlin war. Zu den Künstlern und Institutionen, die im Goldenen Saal bislang Aufführungen gezeigt hatten, gehörten unter anderem RA.M.M. theater, Orphtheater, Theater zum westlichen Stadthirschen, Henry Arnold, Régine Chopinot, Arthur Kuggeleyn, Rike Eckermann, Sebastian Hartmann, Howard Katz, Clint Lutes, Matthias Merkle, Tomi Paasonen, Felix Ruckert, Torsten Sense, Lars-Ole Walburg, Sasha Waltz, Christoph Winkler, wee dance company, Deutsches Symphonie-Orchester Berlin und Lucky Trimmer. Im Hof hatte Olivier Putzbach ein Biotop mit Teich unter dem Namen „Maggies Farm“ angelegt.

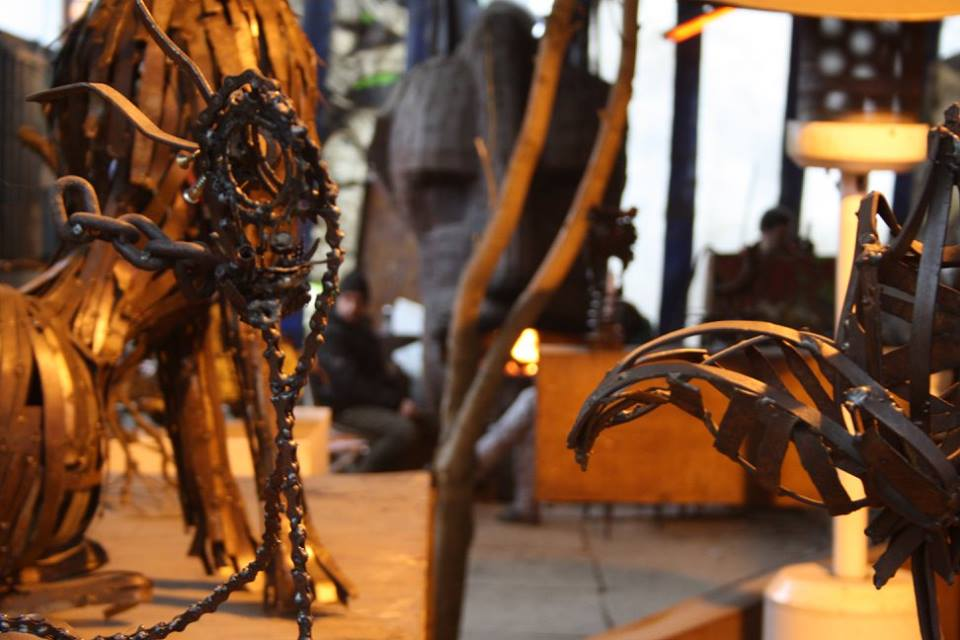
Skulpturen in der Metallwerkstatt, 2011

In den Jahren 1996 und 1997 wurde mit Politikern, Soziologen und Architekten sowie den Künstlern im Rahmen der Diskussionsrunde Metropolis Berlin, Hochgeschwindigkeitsarchitektur öffentlich über den Erhalt und die zukünftige Nutzung des Komplexes diskutiert. 1998 erwarb die Fundus-Gruppe das 1250 m² große Grundstück für 2,8 Millionen Mark (kaufkraftbereinigt in heutiger Währung: rund 2,3 Millionen Euro). Sie beauftragte den US-Amerikaner Andrés Duany mit einem Entwurf für ein Quartier am Johannishof mit einem Bauvolumen von geschätzten 400 Millionen Euro, für das sich bisher jedoch keine Investoren fanden.
Der Tacheles e. V. handelte in der Folge einen Mietvertrag mit dem neuen Eigentümer aus, der bis zum 31. Dezember 2008 galt. Als eher symbolische Mietzahlung wurde eine Mark (umgerechnet seinerzeit rund 50 Cent) pro Quadratmeter je Monat vereinbart. Nach dem Auslaufen des alten Mietvertrags konnte kein neuer ausgehandelt werden. Da der Verein die geforderte Nutzungsentschädigung von 108.000 Euro nicht aufbringen konnte, meldete er Ende 2009 Insolvenz an. Ein Gläubiger der Grundpfandrechte, die HSH Nordbank, strebte im Zuge der Verwertung des Areals die Zwangsversteigerung an und verfügte über einen gültigen Räumungstitel. Ein Versteigerungstermin war für den 4. April 2011 angesetzt, wurde allerdings an diesem Tag kurzfristig abgesagt. Am 5. April verließ die Gastronomiefraktion gegen Zahlung von einer Million Euro das Tacheles; Kino, Hinterhof und Erdgeschoss wurden geräumt. 80 Künstler verblieben mit ihren Ateliers und Metallwerkstätten im Gebäude. Eine Woche später wurde vom Zwangsverwalter der Bau einer knapp drei Meter hohen Mauer veranlasst, die den Durchgang von der Oranienburger Straße zum Hof mit den Werkstätten trennt.
Am 8. Dezember 2011 drangen etwa 30 Mitarbeiter einer Sicherheitsfirma in die Räumlichkeiten der 5. Etage ein. Der belarussische Künstler Alexander Rodin wurde der Räumlichkeiten verwiesen, konnte jedoch keine persönlichen Gegenstände oder seine 15 großformatigen Bilder mitnehmen. Rechtsanwalt Michael Schulz, der die Räumung für einen unbekannten Mandanten betrieb, gab an, die Räumung der 5. Etage sei rechtens gewesen, da kein Besitzer festgestellt werden konnte. Rodin selbst hatte ausgesagt, nicht Besitzer dieser Flächen zu sein.
Am 22. März 2012 wurde das Tacheles nach einem Räumungsversuch des Gerichtsvollziehers für Besucher gesperrt. Im März 2012 erklärte das Landgericht Berlin die Räumung des Kulturhauses Tacheles für rechtswidrig. Das Gericht erließ eine einstweilige Verfügung an den Zwangsverwalter, die Räume des Tacheles umgehend wieder herauszugeben. Dies geschah bereits am Tag zuvor.
Das Kunsthaus Tacheles wurde am Morgen des 4. September 2012 um 7 Uhr endgültig geräumt, wobei es nur einen symbolisch-künstlerischen Protest gab.
Einige Künstler und Programmierer erstellten eine interaktive Tacheles 3D online Galerie, um neue Räumlichkeiten für die Künstler zu erschaffen und das Tacheles so digital weiterleben zu lassen. Auch die im Jahr 2007 aus einer Initiative des Kunsthauses Tacheles hervorgegangene politische Aktivistengruppe moderne21 zog sich nach der Zwangsräumung des Kunsthauses im September 2012 ins Internet zurück.
Ein Teil der Künstler ist nach Marzahn auf das Gelände des ehemaligen Magerviehhofs gezogen.

### Verkauf 2014
Im September 2014 veräußerte Anno August Jagdfeld das Gelände, auf dem sich auch das Tacheles befindet, an die New Yorker Vermögensverwaltung Perella Weinberg Partners LP (PWR); mit dem Erlös werde Jagdfeld einem Bloomberg-Bericht zufolge seine Verbindlichkeiten gegenüber der HSH Nordbank bedienen.
Der Bebauungsplan schreibt vor, dass das Tacheles-Gebäude, der historische Flügel der Friedrichstraßenpassage, künftig wieder kulturell genutzt werde. Ein vom Entwickler veröffentlichtes Architekturmodell zeigt, dass das Kunsthaus von einem Neubau flankiert werden soll, dessen Traufhöhe teilweise weit über den Nachbargebäuden liegt. Im September 2019 wurde bei der Grundsteinlegung bekannt, dass zur Neueröffnung 2022 die Nutzung des Geländes – neben der Erschließung von Büroflächen, Eigentumswohnungen und Läden – durch das Stockholmer Fotomuseum Fotografiska mit einer Museumsdependance geplant sei.

### Kernsanierung und Neubau auf dem Quartier 2019–2023

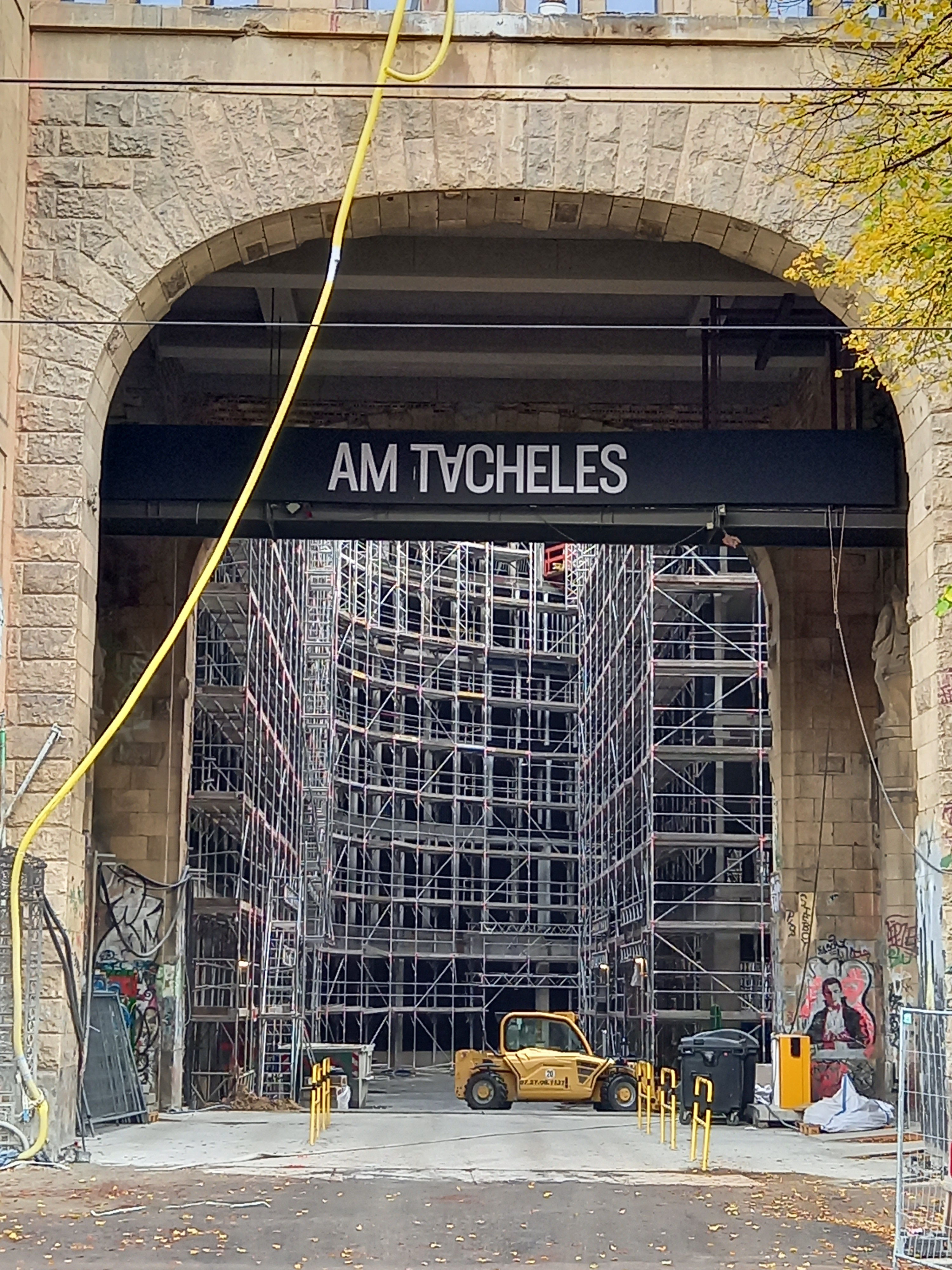
Ab 2019 wurde kernsaniert; 2020

Das ehemalige Kunsthaus Tacheles wurde unter Erhalt der historischen Fassade umfangreich saniert. Zusätzlich wurden auf dem Gelände elf neue Gebäude mit Büroflächen, 275 Wohnungen und Einzelhandelsflächen nach den Plänen des Schweizer Architekturbüros Herzog & de Meuron errichtet. Die Neubauten waren umstritten, da nach Ansicht von Kritikern an einem weiteren ehemaligen Ort der Kunst Luxusimmobilien entstanden. So wurde noch vor Fertigstellung eine 250-m²-Penthouse-Wohnung im Neubau für knapp zehn Millionen Euro verkauft (rund 40.000 Euro/m²).
Zeitgleich zur Berlin Art Week 2023 wurde auf dem früheren Areal die Kunsthalle Fotografiska Berlin eröffnet.